# 아바리
아바리는 톨킨의 세계관에 등장하는 요정 분파다. 이들은 발리노르로 향하는 여정에 거부하고 가운데땅에 사는 요정 무리로 《실마릴리온》 등에서 등장한다.
작중 크게 활약하는 요정 분파가 아니므로 이들에 대한 이야기가 많지 않다. 이들은 텔레리, 놀도르 분파에 비해 강력한 공동체가 없고 숲과 같은 야생에서 살아가다가 난도르와 습성이 비슷한 이들은 태양의 2시대부터 사우론과 같은 악으로부터 안전을 위해 함께 공동체 생활을 시작한다.